# Torre della Quarta Regia
La torre della Quarta Regia (nota anche come turre de Sa Scafa) è una piccola torre costiera situata a Cagliari in località Sa Scafa. La torre sorge in una posizione dalla quale è possibile vedere quasi tutte le torri costiere del golfo di Cagliari.

## Storia
La torre sorge su un insediamento di epoca aragonese quando ai pescatori dello stagno di Santa Gilla veniva richiesto di versare la quarta parte del loro pescato alle casse regie. Venne ampliata nel corso dei secoli per poi essere abbandonata a partire dal XVIII secolo. Nel 1898 fu danneggiata da una mareggiata che ne compromise la struttura. Attualmente è in cattivo stato di conservazione.

## Descrizione
L'edificio è costituito da due ambienti distinti: la torre propriamente detta, alta circa 8-9 metri e di diametro di circa 4,50 metri, e un altro corpo di fabbrica, monopiano a pianta rettangolare di circa 50 metri quadrati, costruito in un secondo momento e posto dove sorgeva l'entrata originaria alla torre.